# Comparettia falcata
Comparettia falcata là một loài phong lan trong Họ Lan. Nó là loài điển hình của chi Comparettia.

## Hình ảnh

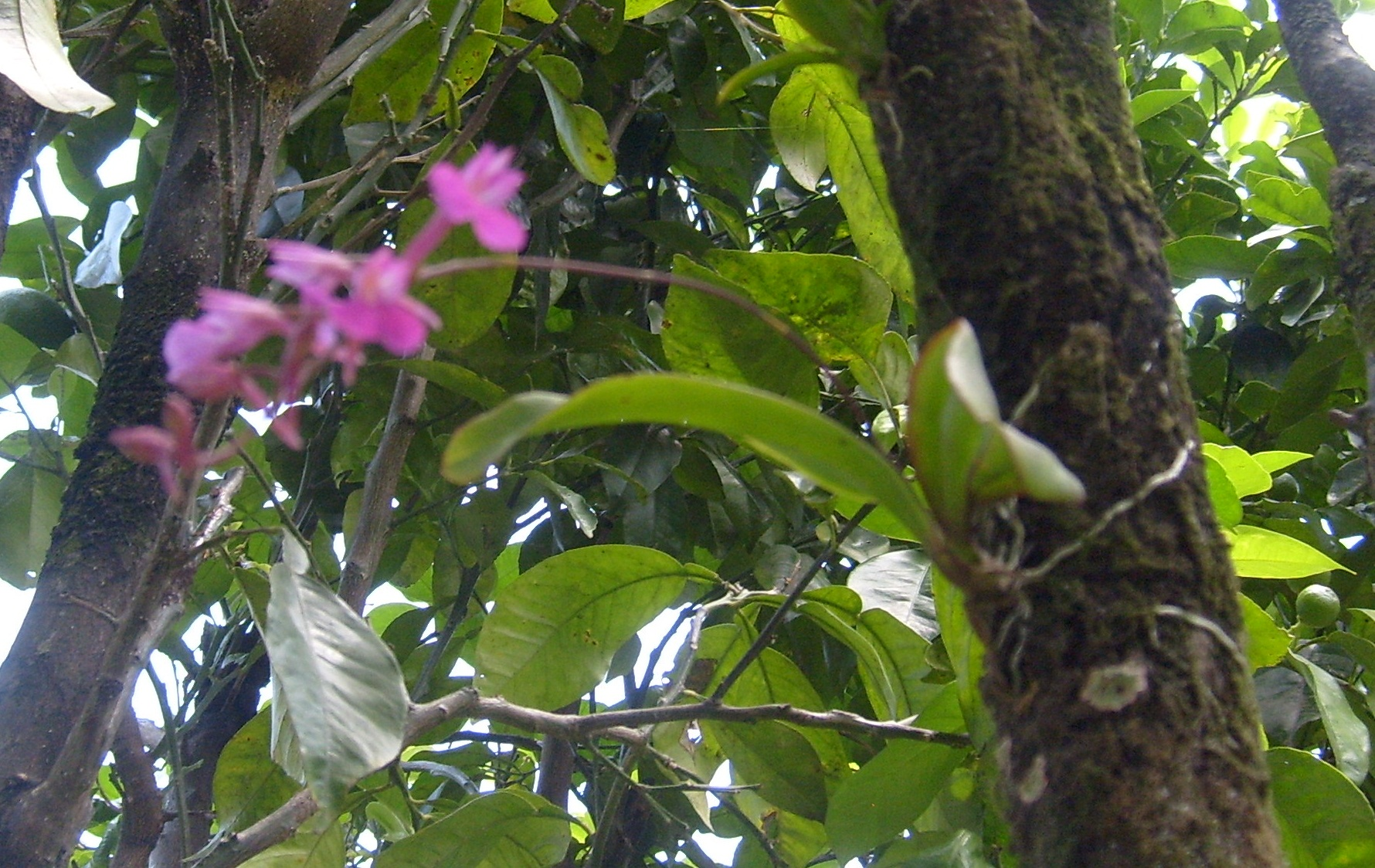
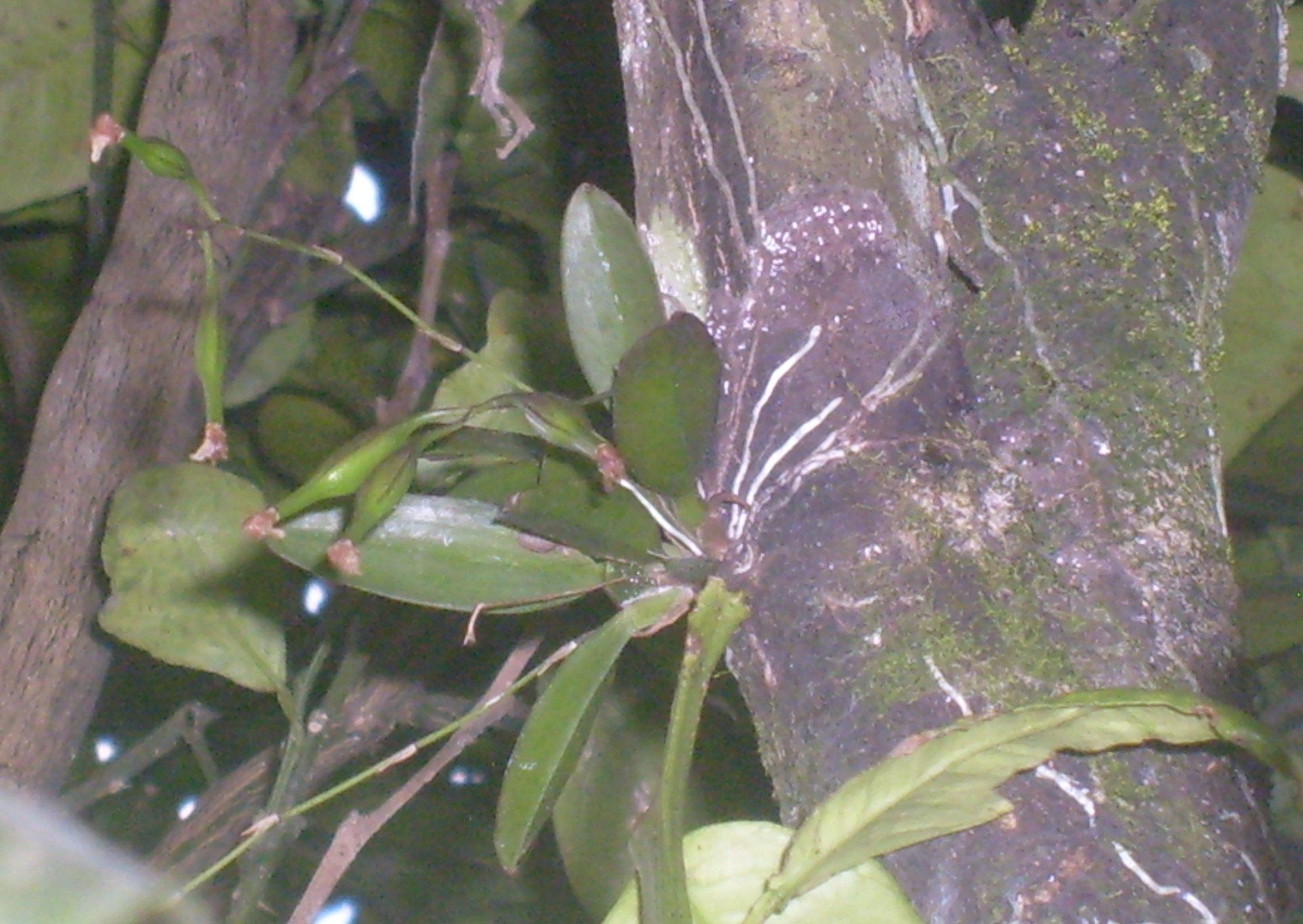